# Енергозависима памет
Енергозависимата памет (на английски: Volatile memory) е тип компютърна памет, която изисква постоянно използване на електрозахранване за възможността да се запазва записаната в нея информация. След изключване на захранването записаните данни не се запазват. Тази особеност е принципната разлика на енергозависимата памет от енергонезависимата – последната запазва записаната в нея информация даже след прекъсване на електрозахранването към нея. Енергозависимата памет понякога се нарича временна памет (на английски: temporary memory).
Подавляващото мнозинство от съвременните видове оперативни памети с произволен достъп са енергозависими. Тук се отнасят динамичната (DRAM) и статичната (SRAM) памет с произволен достъп. Асоциативната памет и DPRAM (на английски: Dual-ported RAM) като правило се реализират чрез енергозависими памети. Към ранните технологии на енергозависими памети се отнасят паметите със забавящи линии и запомнящите електроннолъчеви тръби.